# Temporada 1995 del fútbol colombiano
La Temporada 1995 del fútbol colombiano abarcó todas las actividades relativas a campeonatos de fútbol profesional, nacionales e internacionales, disputados por clubes colombianos, y por las selecciones nacionales de este país, en sus diversas categorías.

## Torneos locales

### Categoría Primera A
En este año se disputó el Campeonato colombiano 1995 en el primer semestre y a partir del segundo semestre el Campeonato colombiano 1995-96.
|                           |
| Bandera de Colombia       |
| Campeón Junior 4.º título |

#### Tabla de reclasificación
En la tabla de reclasificación se lleva a cabo la sumatoria de puntos de los clubes en todos los partidos del campeonato de primera división (incluyendo fases finales)—. En la misma se expresan los equipos clasificados de Colombia a los torneos internacionales de Conmebol para el siguiente año. Los cupos a torneos internacionales se distribuyeron de la siguiente manera:
- Copa Libertadores: Colombia 1 correspondió al campeón del Campeonato colombiano 1995 y Colombia 2 al subcampeón del Campeonato colombiano 1995, iniciando ambos su participación desde la Fase de grupos.[3]
- Supercopa Sudamericana: Atlético Nacional clasifica automáticamente por haber sido campeón de la Copa Libertadores 1989.
- Copa Conmebol: Los cupos a la Copa Conmebol 1996 se definieron mediante la Reclasificación del Campeonato colombiano 1995-96 y la Liguilla Pre-Conmebol 1996.

| Pos. | Equipo                 | Pts. | PJ | G  | E  | P  | GF | GC | Dif. |  |
| ---- | ---------------------- | ---- | -- | -- | -- | -- | -- | -- | ---- |  |
| 1    | Junior (C)             | 62   | 30 | 18 | 8  | 4  | 66 | 37 | +29  |  |
| 2    | América de Cali        | 60   | 30 | 17 | 9  | 4  | 56 | 32 | +24  |  |
| 3    | Atlético Nacional      | 48   | 30 | 12 | 12 | 6  | 48 | 37 | +11  |  |
| 4    | Deportivo Cali         | 47   | 30 | 11 | 14 | 5  | 54 | 42 | +12  |  |
| 5    | Santa Fe               | 45   | 30 | 11 | 12 | 7  | 40 | 29 | +11  |  |
| 6    | Deportivo Pereira      | 43   | 30 | 13 | 4  | 13 | 52 | 46 | +6   |  |
| 7    | Independiente Medellín | 43   | 30 | 11 | 10 | 9  | 48 | 43 | +5   |  |
| 8    | Once Caldas            | 42   | 30 | 11 | 9  | 10 | 37 | 33 | +4   |  |
| 9    | Deportes Tolima        | 40   | 30 | 10 | 10 | 10 | 41 | 44 | −3   |  |
| 10   | Deportes Quindío       | 37   | 30 | 9  | 10 | 11 | 35 | 40 | −5   |  |
| 11   | Cortuluá               | 35   | 30 | 10 | 7  | 13 | 38 | 45 | −7   |  |
| 12   | Envigado F. C.         | 32   | 30 | 8  | 8  | 14 | 36 | 50 | −14  |  |
| 13   | Unión Magdalena        | 31   | 30 | 8  | 7  | 15 | 26 | 42 | −16  |  |
| 14   | Millonarios            | 28   | 30 | 5  | 13 | 12 | 40 | 53 | −13  |  |
| 15   | Atlético Huila         | 26   | 30 | 6  | 8  | 16 | 34 | 56 | −22  |  |
| 16   | Cúcuta Deportivo (D)   | 24   | 30 | 5  | 9  | 16 | 25 | 47 | −22  |  |

 Fuente: Rsssf
|  | Club clasificado a la Copa Libertadores 1996      |
|  | Club clasificado a la Supercopa Sudamericana 1996 |

| (C) | Campeón del Campeonato colombiano 1999. |
| (D) | Descendido a la Primera B 1995-96.      |

##### Representantes en competición internacional
| Clasificado como | Copa Libertadores 1996 | Supercopa Sudamericana 1996 |
| ---------------- | ---------------------- | --------------------------- |
| Colombia 1       | Junior                 | Atlético Nacional           |
| Colombia 2       | América de Cali        |                             |

##### Cambios de categoría al final de temporada
Esta fue la última temporada en la que el descenso se definió mediante la tabla de reclasificación, ya que en la asamblea de clubes de Dimayor se decidió implementar el descenso por promedio a partir de la temporada 1995-96.
|  | Cúcuta Deportivo |

|  | Atlético Bucaramanga |

### Categoría Primera B
En este año se disputó la Primera B 1995 en el primer semestre y a partir del segundo semestre la Primera B 1995-96.
|                                          |
| Bandera de Colombia                      |
| Campeón Atlético Bucaramanga 1.er título |

### Torneos de carácter aficionado

#### Categoría Primera C
|                                       |
| Bandera de Colombia                   |
| Campeón Cooperamos Tolima 1.er título |

## Torneos internacionales

### Copa Libertadores
| Equipo            | Fase final       | Pts. | PJ | PG | PE | PP | GF | GC | Dif. | Rend.   |
| ----------------- | ---------------- | ---- | -- | -- | -- | -- | -- | -- | ---- | ------- |
| Atlético Nacional | Subcampeón       | 23   | 14 | 6  | 5  | 3  | 17 | 13 | 4    | 54.76 % |
| Millonarios       | Cuartos de final | 18   | 10 | 5  | 3  | 2  | 16 | 12 | 4    | 60 %    |

### Supercopa Sudamericana
| Equipo            | Fase final       | Pts. | PJ | PG | PE | PP | GF | GC | Dif. | Rend. |
| ----------------- | ---------------- | ---- | -- | -- | -- | -- | -- | -- | ---- | ----- |
| Atlético Nacional | Cuartos de final | 9    | 4  | 3  | 0  | 1  | 6  | 4  | 2    | 75 %  |

### Copa Conmebol
| Equipo                 | Fase final       | Pts. | PJ | PG | PE | PP | GF | GC | Dif. | Rend.   |
| ---------------------- | ---------------- | ---- | -- | -- | -- | -- | -- | -- | ---- | ------- |
| América de Cali        | Semifinal        | 12   | 6  | 4  | 0  | 2  | 13 | 8  | 5    | 66.67 % |
| Independiente Medellín | Octavos de final | 3    | 2  | 1  | 0  | 1  | 3  | 3  | 0    | 50 %    |

## Selección nacional masculina

### Mayores
| Fecha           | Lugar                                                | Rival               | Marcador           | Competencia                 | Goles de Colombia                                                                     |
| --------------- | ---------------------------------------------------- | ------------------- | ------------------ | --------------------------- | ------------------------------------------------------------------------------------- |
| 31 de enero     | Estadio Hong Kong Hong Kong, Hong Kong               | Corea del Sur       | 0 : 1              | Copa Carlsberg              | Sin goles                                                                             |
| 4 de febrero    | Estadio Hong Kong Hong Kong, Hong Kong               | Hong Kong All-Stars | 3 : 1              | Copa Carlsberg (No oficial) | 5' Arley Betancourth · 78' Víctor Pacheco · 85' Luis Quiñónez                         |
| 8 de febrero    | Lang Park Brisbane, Australia                        | Australia           | 0 : 0              | Amistoso internacional      | Sin goles                                                                             |
| 11 de febrero   | Estadio de Fútbol Sídney, Australia                  | Australia           | 1 : 0              | Amistoso internacional      | 66' Hamilton Ricard                                                                   |
| 22 de marzo     | Estadio Atanasio Girardot · Medellín, Colombia       | Uruguay             | 2 : 1              | Amistoso internacional      | 19' Wilmer Cabrera · 89' Jorge Bermúdez                                               |
| 17 de junio     | Rutgers Stadium Piscataway, Estados Unidos           | Nigeria             | 1 : 0              | U. S. Cup                   | 79' Gabriel Jaime Gómez                                                               |
| 21 de junio     | RFK Stadium Washington D. C., Estados Unidos         | México              | 0 : 0              | U. S. Cup                   | Sin goles                                                                             |
| 25 de junio     | Rutgers Stadium Piscataway, Estados Unidos           | Estados Unidos      | 0 : 0              | U. S. Cup                   | Sin goles                                                                             |
| 7 de julio      | Estadio Atilio Paiva Olivera · Rivera, Uruguay       | Perú                | 1 : 1              | Copa América 1995           | 68' Faustino Asprilla                                                                 |
| 10 de julio     | Estadio Atilio Paiva Olivera · Rivera, Uruguay       | Ecuador             | 1 : 0              | Copa América 1995           | 44' Freddy Rincón                                                                     |
| 13 de julio     | Estadio Atilio Paiva Olivera · Rivera, Uruguay       | Brasil              | 0 : 3              | Copa América 1995           | Sin goles                                                                             |
| 16 de julio     | Estadio Centenario · Montevideo, Uruguay             | Paraguay            | 1 : 1 (5 : 4 pen.) | Copa América 1995           | 53' Freddy Rincón                                                                     |
| 19 de julio     | Estadio Centenario · Montevideo, Uruguay             | Uruguay             | 0 : 2              | Copa América 1995           | Sin goles                                                                             |
| 22 de julio     | Estadio Domingo Burgueño Miguel · Maldonado, Uruguay | Estados Unidos      | 4 : 1              | Copa América 1995           | 30' Luis Quiñónez · 38' Carlos Valderrama · 50' Faustino Asprilla · 76' Freddy Rincón |
| 6 de septiembre | Estadio de Wembley Londres, Inglaterra               | Inglaterra          | 0 : 0              | Amistoso internacional      | Sin goles                                                                             |
| 11 de octubre   | Estadio Monumental Buenos Aires, Argentina           | Argentina           | 0 : 0              | Amistoso internacional      | Sin goles                                                                             |
| 25 de octubre   | Estadio de los Trabajadores Pekín, China             | China               | 1 : 2              | Amistoso internacional      | 38' Alexis Mendoza                                                                    |
| 30 de noviembre | Memorial Coliseum Los Ángeles, Estados Unidos        | México              | 2 : 2              | Amistoso internacional      | 22' Iván René Valenciano · 82' Oswaldo Mackenzie                                      |
| 20 de diciembre | Estadio Vivaldo Lima · Manaos, Brasil                | Brasil              | 1 : 3              | Amistoso internacional      | 32' Óscar Pareja                                                                      |

#### Copa América
| Equipo             | Pts. | PJ | PG | PE | PP | GF | GC | Dif. | Rend.   |
| ------------------ | ---- | -- | -- | -- | -- | -- | -- | ---- | ------- |
| Selección Colombia | 8    | 6  | 2  | 2  | 2  | 7  | 8  | -1   | 44.44 % |

- Resultado final: Tercer puesto.

### Sub-20

#### Campeonato Sudamericano de Fútbol Sub-20
| Equipo             | Pts. | PJ | PG | PE | PP | GF | GC | Dif. | Rend.   |
| ------------------ | ---- | -- | -- | -- | -- | -- | -- | ---- | ------- |
| Selección Colombia | 4    | 3  | 1  | 1  | 1  | 4  | 4  | 0    | 44.44 % |

- Resultado final: Sexto lugar, no clasificó a la Copa Mundial de Fútbol Sub-20 de 1995.

### Sub-17

#### Campeonato Sudamericano de Fútbol Sub-17
| Equipo             | Pts. | PJ | PG | PE | PP | GF | GC | Dif. | Rend.   |
| ------------------ | ---- | -- | -- | -- | -- | -- | -- | ---- | ------- |
| Selección Colombia | 4    | 4  | 1  | 1  | 2  | 6  | 6  | 0    | 33.33 % |

- Resultado final: Quinto lugar, no clasificó a la Copa Mundial de Fútbol Sub-17 de 1995.